# Лев Векер
Лев Маркович Векер (на руски: Лев Маркович Веккер) е съветски и американски психолог.

## Биография
Роден е на 4 октомври 1918 година в Одеса, Украйна. През 1939 постъпва във философския факултет, но войната прекратява учението му. През 1944 г., в Ленинградския университет се създава факултет по психология и Лев Векер става един от първите студенти в него. След това става аспирант, а през 1951 г. защитава докторската си дисертация на тема „Към въпроса за построяването на осезателния образ“.
Основният проблем, който изследва, е въпросът за човешкото познание. Води полемики с големи съветски психолози като създателя на теорията на дейността Алексей Леонтиев. Много години работи в психологическия факултет на Санкт-Петербугския университет.
Умира на 1 октомври 2001 година във Вирджиния на 82-годишна възраст.

## Трудове
- Восприятие и основы его моделирования. Л.: Изд-во Ленинградского университета, 1964.
- Психические процессы.  Т. 1. Ощущение и восприятие. Л.: Изд-во Ленинградского университета, 1974.
- Психические процессы.  Т. 2. Мышление и интеллект. Л.: Изд-во Ленинградского университета, 1976.
- Психические процессы.  Т. 3. Субъект. Переживание. Действие. Сознание. Л.: Изд-во Ленинградского университета, 1981.
- ((ru)) Психика и реалност: единна теория на психичните процеси. М.: Смысл, 1998.